# 寬臼獸科
寬臼獸科（學名Eurymylidae）是一科已滅絕的單齒類。大部份學者都認為牠們是所有現今齧齒目的基底，且是齧齒目最後共同祖先的祖先。但是認識較多的原古兔屬、曉鼠屬、晨光獸屬及菱臼獸屬似乎是一個非齧齒目直接祖先的單系群。另外有指曉鼠屬、晨光獸屬及菱臼獸屬是屬於同一分支，擁有獨特的頭顱骨及齒式特徵。應分類為Rhombomylidae。寬臼獸科只在亞洲被發現。

## 分類
以下是寬臼獸科的分類：
- 單齒類
  - † 寬臼獸科
    - †曉鼠屬
    - †Zagmys
    - †Nikolomylus
    - †寬臼獸亞科
      - †Kazygurtia
      - †Eomylus
      - †原古兔屬
      - †Amar
      - †Hanomys
      - †菱臼獸屬
      - †晨光獸屬
      - †Decipomys

    - †Khaychininae亞科
      - †Khaychina

  - 齧齒目